# Bandihalli, Sakleshpur
Bandihalli là một làng thuộc tehsil Sakleshpur, huyện Hassan, bang Karnataka, Ấn Độ.